# Rue d'Artagnan
Pour les articles homonymes, voir D'Artagnan (homonymie).
La rue d'Artagnan est une voie située dans le 12e arrondissement de Paris, en France.

## Situation et accès
Cette rue est uniquement une voie de desserte d'un groupe scolaire dans l'îlot Saint-Éloi.

## Origine du nom

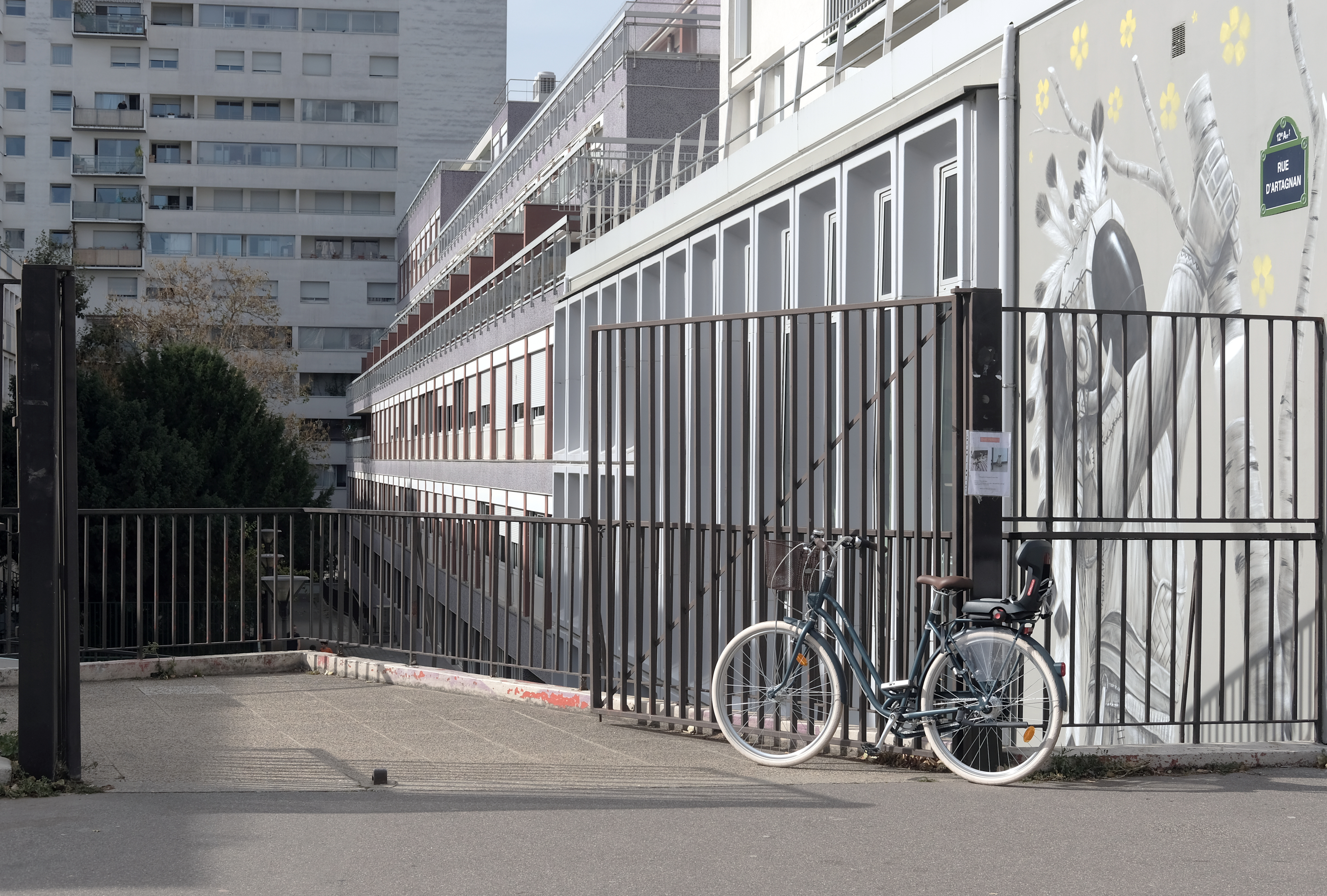
Rue d'Artagnan vue depuis la rue du Colonel-Rozanoff ; l'accès à la rue, sise en contrebas, se fait par le passage situé à gauche.

La rue porte le nom du capitaine des mousquetaires Charles de Batz de Castelmore, dit d'Artagnan.

## Historique
Cette voie de desserte porte sa dénomination depuis un arrêté municipal du 15 septembre 1982.

## Bâtiments remarquables et lieux de mémoire
- Au no 6, le collège Guy-Flavien, portant le nom du jeune résistant Guy Flavien (1920-1945).